# Chiesa di Santa Maria dell'Arco
La chiesa di Santa Maria dell'Arco è uno storico luogo di culto di Napoli, ubicato in piazza Madonna dell'Arco a Miano.

## Storia
La struttura risulta già esistente in documenti del 1542 e, secondo la tradizione, venne edificata sul luogo dove sorgeva un arco di fabbrica sotto al quale era affrescata un'immagine della Madonna col Bambino, ritenuta miracolosa a séguito di molti eventi prodigiosi verificatisi a séguito della sua intercessione.
La costruzione attuale è frutto di importanti restauri voluti dai Frati Minori Riformati nel 1842 dopo oltre 34 anni di abbandono del complesso. Ciò avvenne in seguito alla costruzione del ponte di Bellaria, che avrebbe messo in comunicazione Capodimonte con piazza Dante e per la volontà degli abitanti del luogo di avere un cimitero. All'interno  sono sopravvissute alcune tracce medioevali.